# Giovanni Battista D'Oncieu de La Bàtie
Giovanni Battista D'Oncieu de La Bàtie, italijanski častnik, * 1756, † 1847.
Med leti 1816 in 1819 ter med leti 1822 in 1830 je bil poveljujoči general Korpusa karabinjerjev.